# حسابدار
حسابدار به  کسی گفته می‌شود که کلیه امور حسابداری را انجام میدهد. به دلیل پیچیده شدن کارها و رقابت در بازار پول و سرمایه نیاز به تخصصی شدن امور مالی به وجود آمده است و این رشته به گرایش ها و شاخه های تخصصی تقسیم شده است، علم حسابداری در واقع زبان تجارت است و زیر مجموعه رشته‌های مهندسی است؛ چرا که از طریق تهیه گزارش‌های مالی، اطلاعات لازم درباره واحدهای اقتصادی را در اختیار اشخاص مورد نظر قرار می‌دهد. این اشخاص شامل مدیران، صاحبان سرمایه، اعتبار دهندگان، سازمان‌های مالی و اقتصادی دولت و از این قبیل هستند. از دیدگاهی دیگر، حسابداری را سیستم اطلاعاتی حسابداری Accounting Information System می‌نامند که از آن برای پردازش اطلاعات مربوط به رویدادهای مالی مؤثر و مرتبط با سازمان‌ها و واحدهای تجاری و گزارش اثرات و ارتباط این‌گونه رویدادها به تصمیم‌گیرندگان، استفاده می‌شود.
امروزه ثبت‌های حسابداری با استفاده از نرم افزارهای حسابداری توسط رایانه انجام می‌شود. همه حسابداران از مجموعه قواعد یکسان تحت عنوان اصول پذیرفته شده حسابداری و استانداردهای حسابداری برای تهیه گزارش‌های مالی استفاده می‌کنند.
اطلاعات مربوط به معاملات روزمره، اساس تهیه گزارش‌های مالی را تشکیل می‌دهد. در واحدهای بازرگانی، فعالیت‌هایی نظیر خرید و فروش کالا، خرید ماشین آلات و پرداخت هزینه‌های جاری مانند اجاره، حقوق، بهای آب و برق از جمله معاملات روزمره است.

## تاریخچه
در ایران، این افراد سابقاً عنوان شان میرزا بوده‌است. بعدها دفتردار نام گرفتند و امروزه به عنوان حسابدار فعالیت می‌کنند. البته نسل جدید به جای چرتکه از ماشین حساب یا ماشین‌های الکترونیکی استفاده می‌کنند و سر و کارشان با رایانه است اما این پیشرفت بیشتر شامل ابزار کار می‌شود. دانش حسابداری در سال‌های اخیر تغییرات چندانی نیافته‌است.

## شغل حسابداری در فرهنگ بریتانیایی
مردم بریتانیا از آنجا که حسابداری یک حرفه خسته‌کننده و کسل کننده‌است، جوک‌ها و لطیفه‌های زیادی در این زمینه برای حسابداران ساخته‌اند.